# Andrew Davies
Andrew Wynford Davies (ur. 20 września 1936 w Rhiwbina, Cardiff, Walia) – brytyjski scenarzysta. Znany jest głównie z adaptacji dzieł literatury angielskiej, w tym miniserialu BBC Duma i uprzedzenie.

## Filmografia
- Middlemarch (1994)
- Duma i uprzedzenie (1995)
- Emma (1996)
- Targowisko próżności (1998)
- Żony i córki (1999)
- Dziennik Bridget Jones (2001)
- Muskając aksamit (2002)
- Doktor Żywago (2002)
- Daniel Deronda (2002)
- Bridget Jones: W pogoni za rozumem (2004)
- Bleak House (2005)
- Opactwo Northanger (2007)
- Rozważna i Romantyczna (2007)

## Nagrody
- Nagroda Emmy
  - 1991 za najlepszy scenariusz do filmu Dom z kart
  - 2009 za najlepszy scenariusz do filmu Mała Dorrit